# Hiroshi Murakami
Hiroshi Murakami  (jap. 村上 寛, Murakami Hiroshi; * 14. März 1948 in der Präfektur Tokio) ist ein japanischer Jazzmusiker (Schlagzeug).
Hiroshi Murakami begann seine Karriere 1967 im Trio von Takehiro Honda, in den folgenden Jahren in den Bands von Masabumi Kikuchi und Sadao Watanabe. Als Mitglied von Kikuchis Trio mit Gary Peacock entstanden 1970 erste Aufnahmen (Eastward, CBS/SONY). In den 70ern wirkte er auch bei Aufnahmen von Hozan Yamamoto, Kimiko Kasai/Mal Waldron, Joe Henderson/Kikuchi Hino, Johnny Hartman, Ann Burton, Tsuyoshi Yamamoto, Sadayasu Fujii, Kunihiko Sugano, Yūji Imamura und Minami Yasuda mit.
1978 spielte Murakami mit Kohsuke Mine, Masanro Sasaji, Mikio Masuda und Tsutomu Okada sein Debütalbum Dancing Sphinx ein; im selben Jahr gründete er mit Honda und Kohsuke Mine die Fusionband Native Son, der er bis 1985 angehörte. Ende der 1980er-Jahre bildete er mit  Kohsuke Mine, Fumio Itabashi und Nobuyoshi Ino die Formation Four Sounds. Ab den 1990er-Jahren spielte er noch mit Shigeharu Mukai und Tsutomu Okada. Im Bereich des Jazz war er zwischen 1970 und 2015 an 53 Aufnahmesessions beteiligt, zuletzt mit der Sängerin Mariko Kajiwara.